# NCF Motors

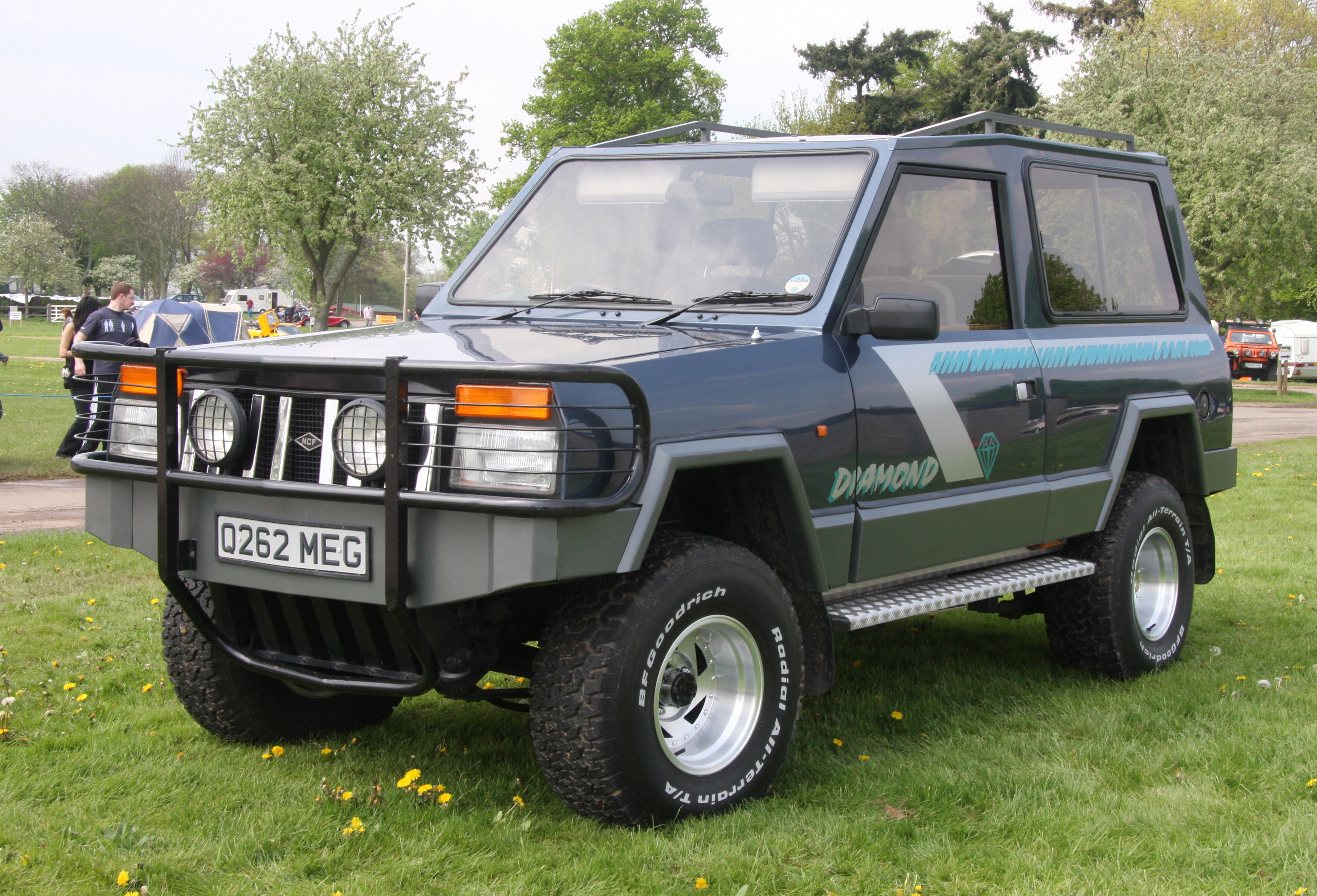
NCF Diamond

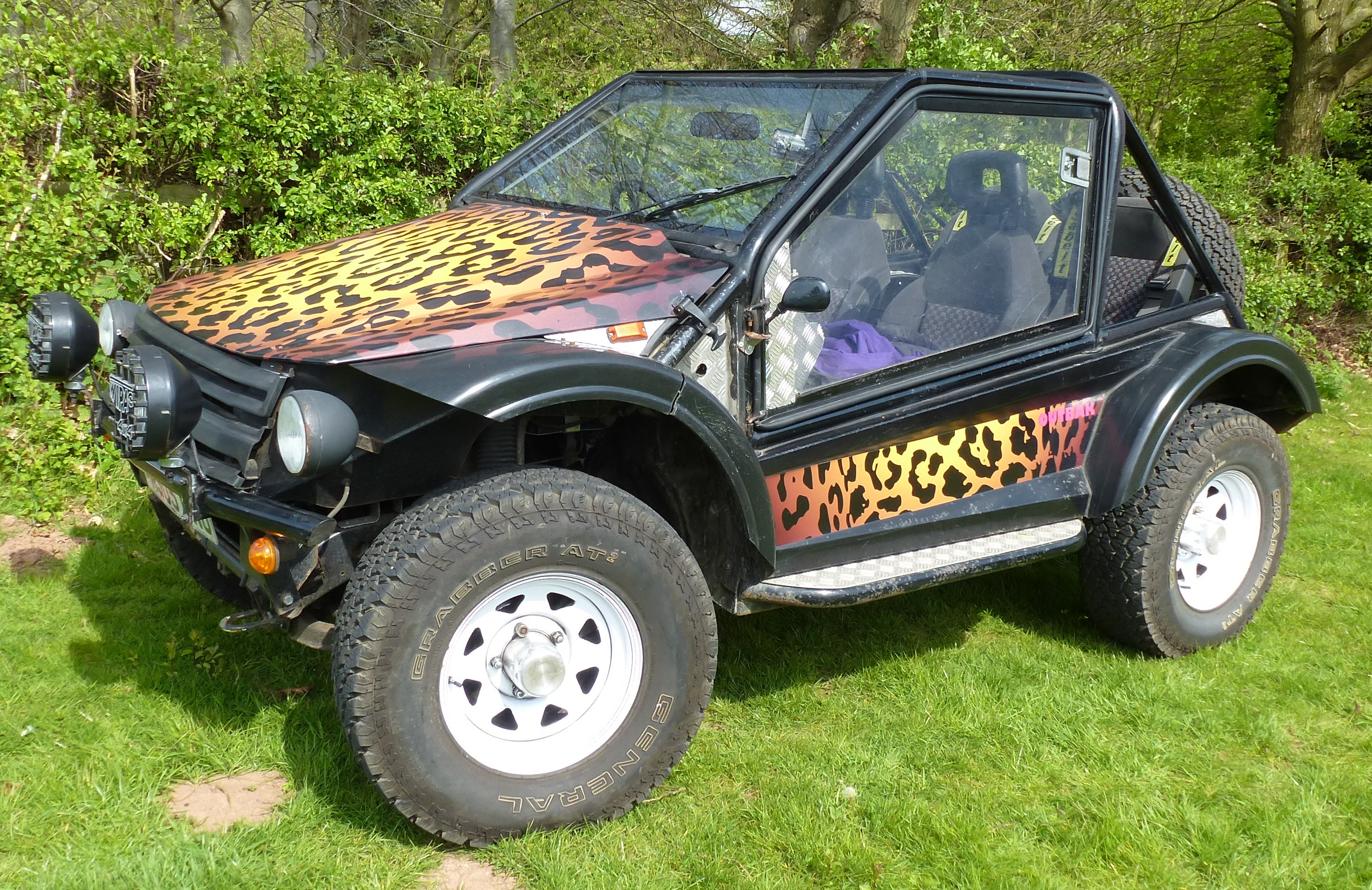
NCF Outbak

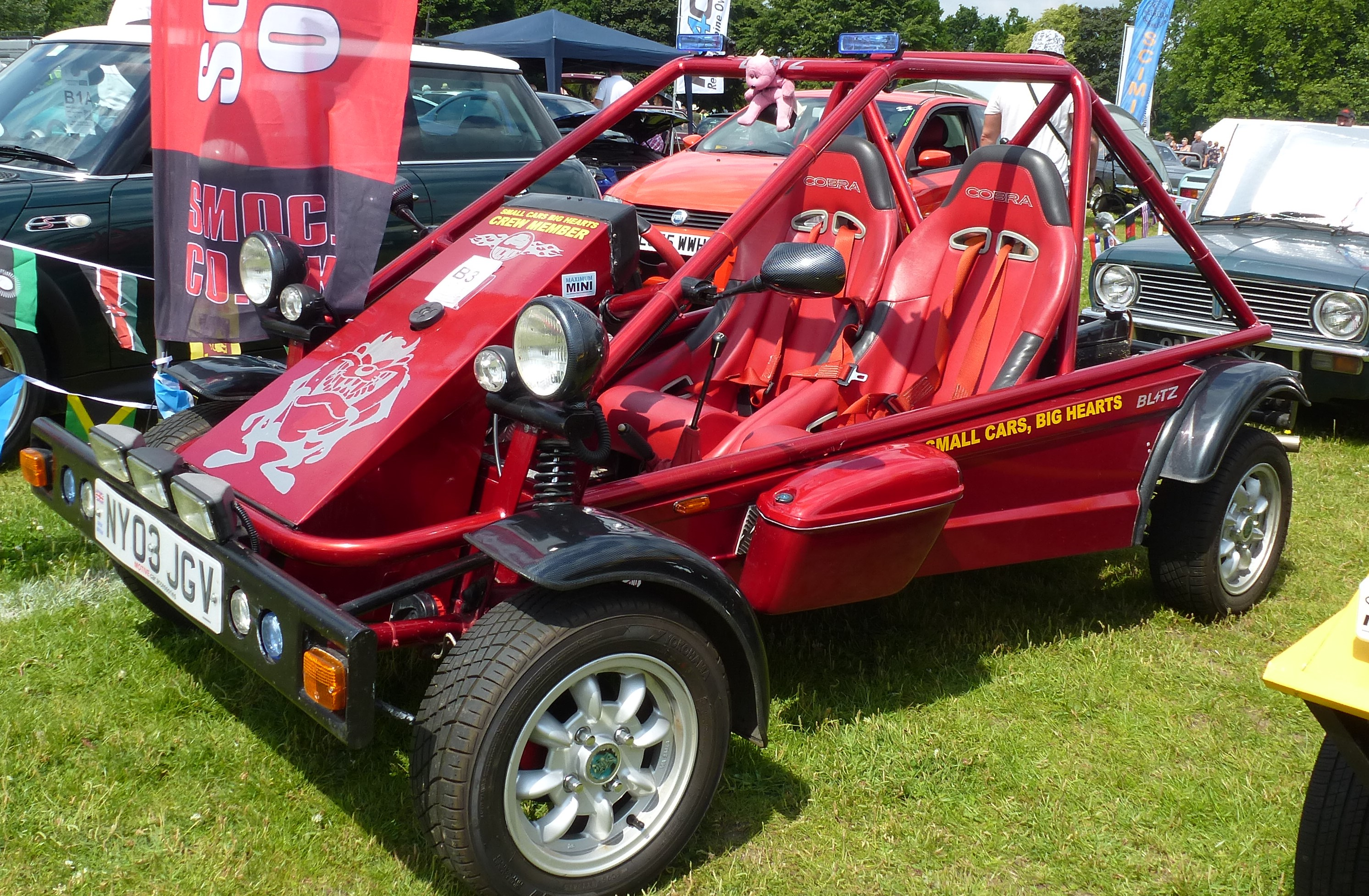
NCF Blitz 2

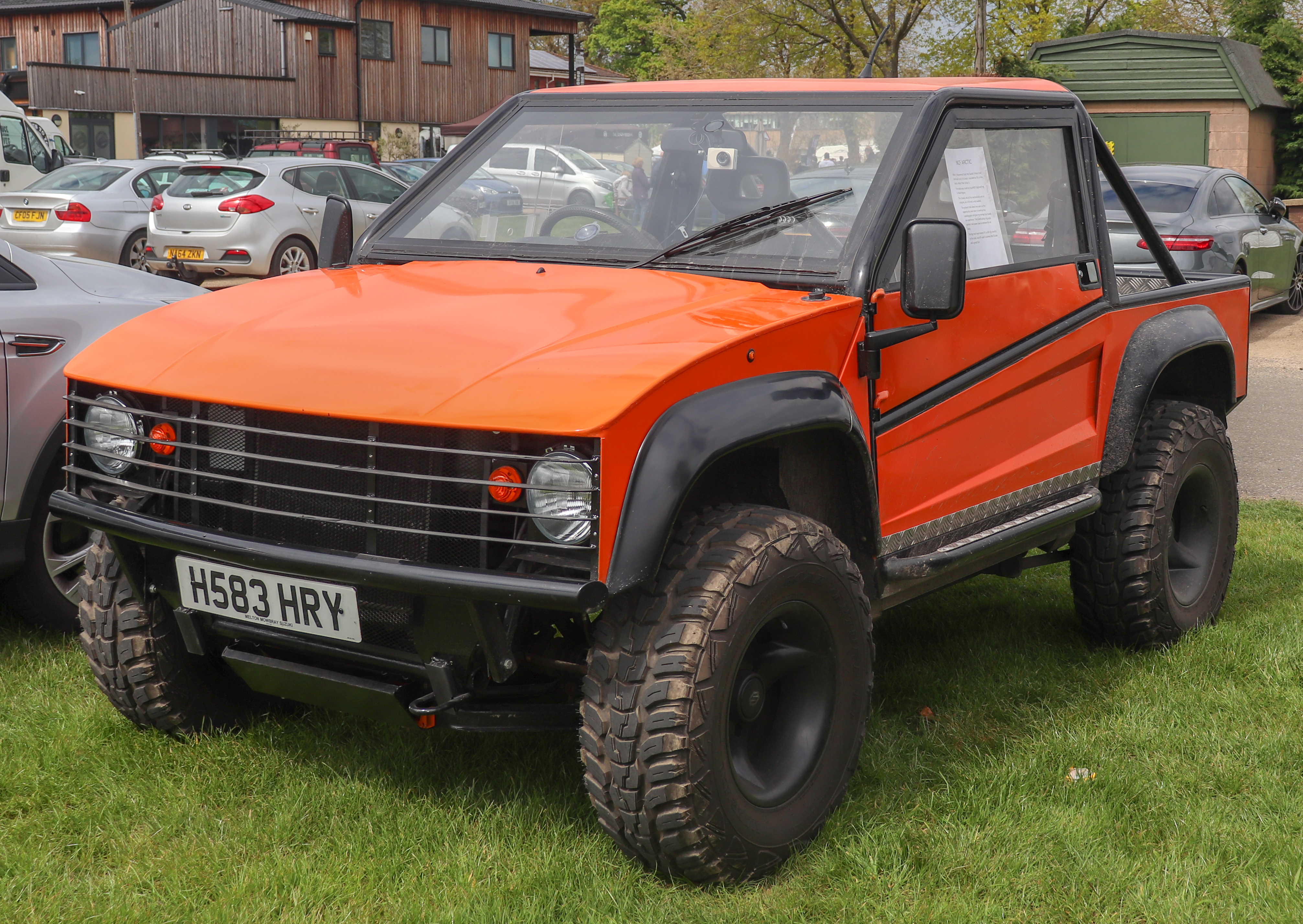
NCF Arctic

NCF Motors Limited war ein britischer Hersteller von Automobilen.

## Unternehmensgeschichte
Nick Findeisen gründete am 8. November 1984 das Unternehmen in Newcastle upon Tyne in der Grafschaft Tyne and Wear. Er begann mit der Produktion von Automobilen und Kits. Der Markenname lautete NCF. 1990 erfolgte der Umzug nach Bishop Auckland im County Durham, 1997 nach Great Whittington bei Newcastle und 2009 nach Tow Law bei Bishop Auckland im County Durham. Am 15. September 2015 wurde das Unternehmen aufgelöst. Insgesamt entstanden über 1600 Exemplare. FourWD Engineering aus Warrington setzte die Produktion einiger Modelle unter dem gleichen Markennamen bis 2017 fort.

## Fahrzeuge
Das erste Modell war der Diamond Mark 1. Dies war ein zweitüriger Kombi in Geländewagen-Optik. Die Karosserie bestand aus Metall. Die Basis bildete ein Stahlrohrrahmen. Technisch basierte das Fahrzeug auf dem Ford Cortina, hatte also Frontmotor und Hinterradantrieb. Eine Version mit Allradantrieb auf Basis des Toyota Hilux war wenig erfolgreich. Ein einziges Fahrzeug erhielt den Allradantrieb vom Ford Sierra. Zwischen 1985 und 1990 entstanden etwa 300 Exemplare.
Darauf folgte der Diamond Mark 2. Die Karosserie war eckiger geformt. Der Antrieb kam nun vom Ford Granada. Von 1990 bis 1993 entstanden etwa 250 Exemplare.
Der Diamond Mark 3 fand zwischen 1993 und 1996 etwa 150 Käufer. Die Änderungen gegenüber dem Vorgänger waren gering und betrafen u. a. die nun verwendete gebogene Windschutzscheibe des Ford Granada.
Vom Freizeitauto Road Rat auf Basis Fiat Panda entstanden zwischen 1994 und 1995 etwa fünf Exemplare.
Der vom Road Rat abgeleitete Torino basierte ebenfalls auf dem Fiat Panda. Er war wahlweise mit Frontantrieb oder Allradantrieb erhältlich. Abgebildet ist ein Pick-up. Zwischen 1995 und 1997 entstanden etwa 30 Exemplare.
Der Sandbahnrennwagen Blitz war ein Einsitzer. Er hatte einen Zweizylindermotor vom Fiat 126 im Heck. Er fand von 1996 und 1998 etwa 400 Käufer.
Darauf folgte der zweisitzige Blitz 2. Das Fahrgestell war um einen Hilfsrahmen vom Mini ergänzt. Der Vierzylindermotor vom Mini war in Mittelmotorbauweise hinter den Sitzen montiert. Ab 1998 entstanden etwa 200 Exemplare.
Der Blitz 4 × 4 erschien 2001, basierte auf dem Suzuki SJ, hatte also Allradantrieb und fand etwa 50 Käufer.
Vom Traka auf Basis Range Rover entstanden ab 2004 etwa 75 Exemplare, vom Outbak auf Basis Suzuki Vitara ab 2005 etwa 110 Exemplare und vom Sahara auf Basis Land Rover Discovery ab 2008 etwa 75 Exemplare.